# 日本交通 (鳥取県)

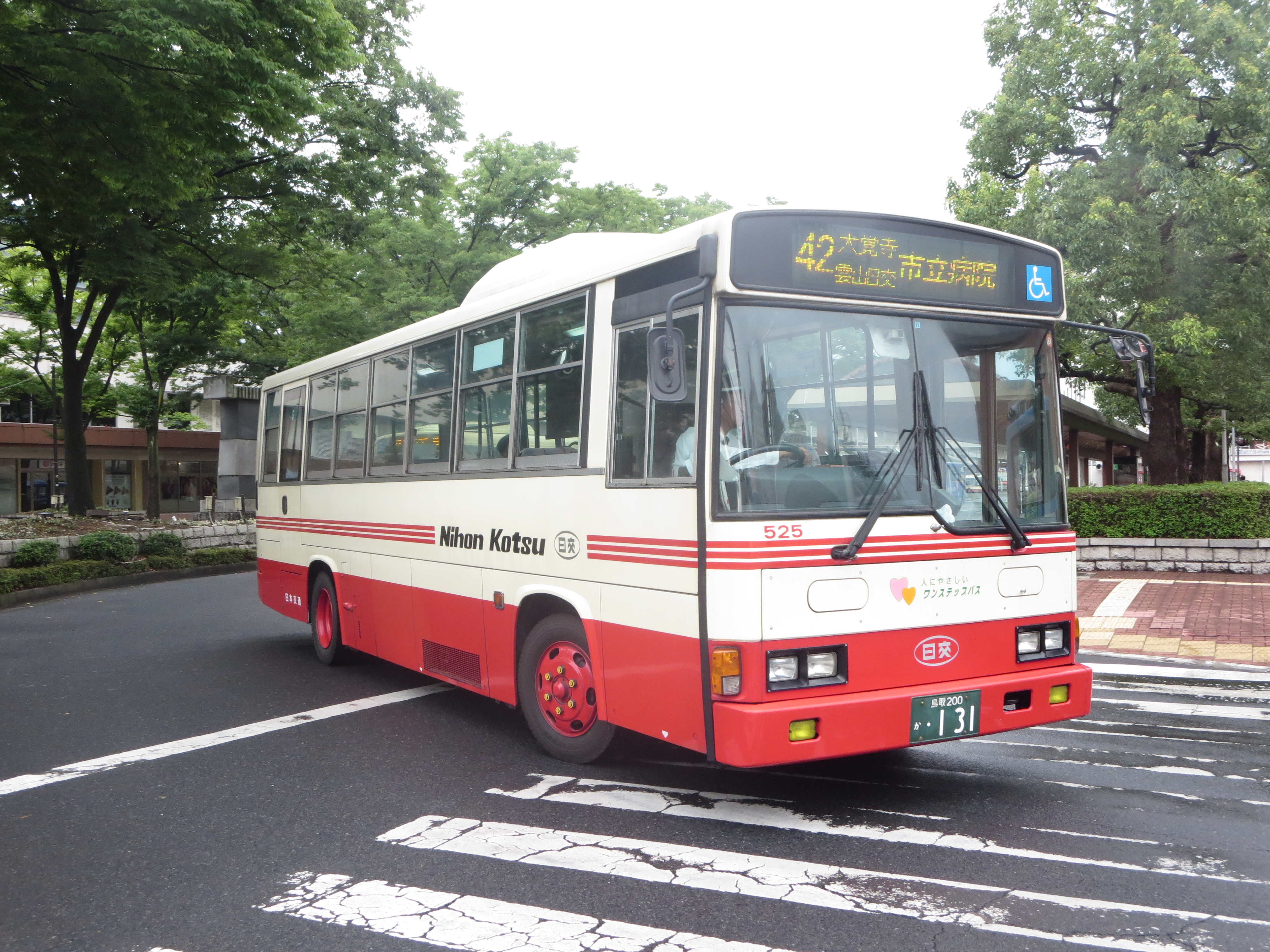
日本交通の一般路線車

日本交通株式会社（にほんこうつう、Nihon Kotsu Co.,Ltd.）は、鳥取県でタクシーとバスを運行する事業者である。本社は鳥取県鳥取市雲山219番地。現地での通称は日交（にっこう）であるが、部内では大阪本社と区別するため鳥取日交とも通称される。
なお、東京都に本社を置く日本交通（川鍋家がオーナー）とは全く関係ない。東京都の日本交通は、当グループ（澤家がオーナー）の事業所が存在する大阪府・京都府に進出したため「東京・日本交通」の名称を使用している。
公益社団法人日本バス協会傘下の鳥取県バス協会会員。

## 歴史
- 1948年（昭和23年）11月8日 澤春蔵（鳥取県岩美郡大岩村（現在の岩美町）出身）が日本交通 (大阪府)の関連会社として澤タクシー（サワタク）を設立[注釈 1]。
- 1952年（昭和27年） バス事業を開始。
- 1966年（昭和41年）7月19日 昼行特急バス大阪 - 鳥取・倉吉・米子線「山陰特急バス」を運行開始（後に高速バス化、日本交通 (大阪府)が参入）。
- 1966年（昭和41年）8月 日本交通に社名変更（母体企業の大阪の同名法人への合併ではなく、別法人のまま社名を同一化）。
- 1982年（昭和57年） この年3回に分けて日ノ丸自動車との間で鳥取県内における競合路線（一部を除く）の単独運行化を実施。
- 1988年（昭和63年）5月17日 日ノ丸自動車・京浜急行電鉄（現・京浜急行バス）と共同運行で夜行高速バス東京 - 鳥取線・東京 - 米子線「キャメル号」を運行開始。
- 1997年（平成9年）4月1日 郡家町・船岡町（両町共、現八頭町）・若桜町内の支線を子会社の鳥取自動車（クローバーバス）に譲渡。

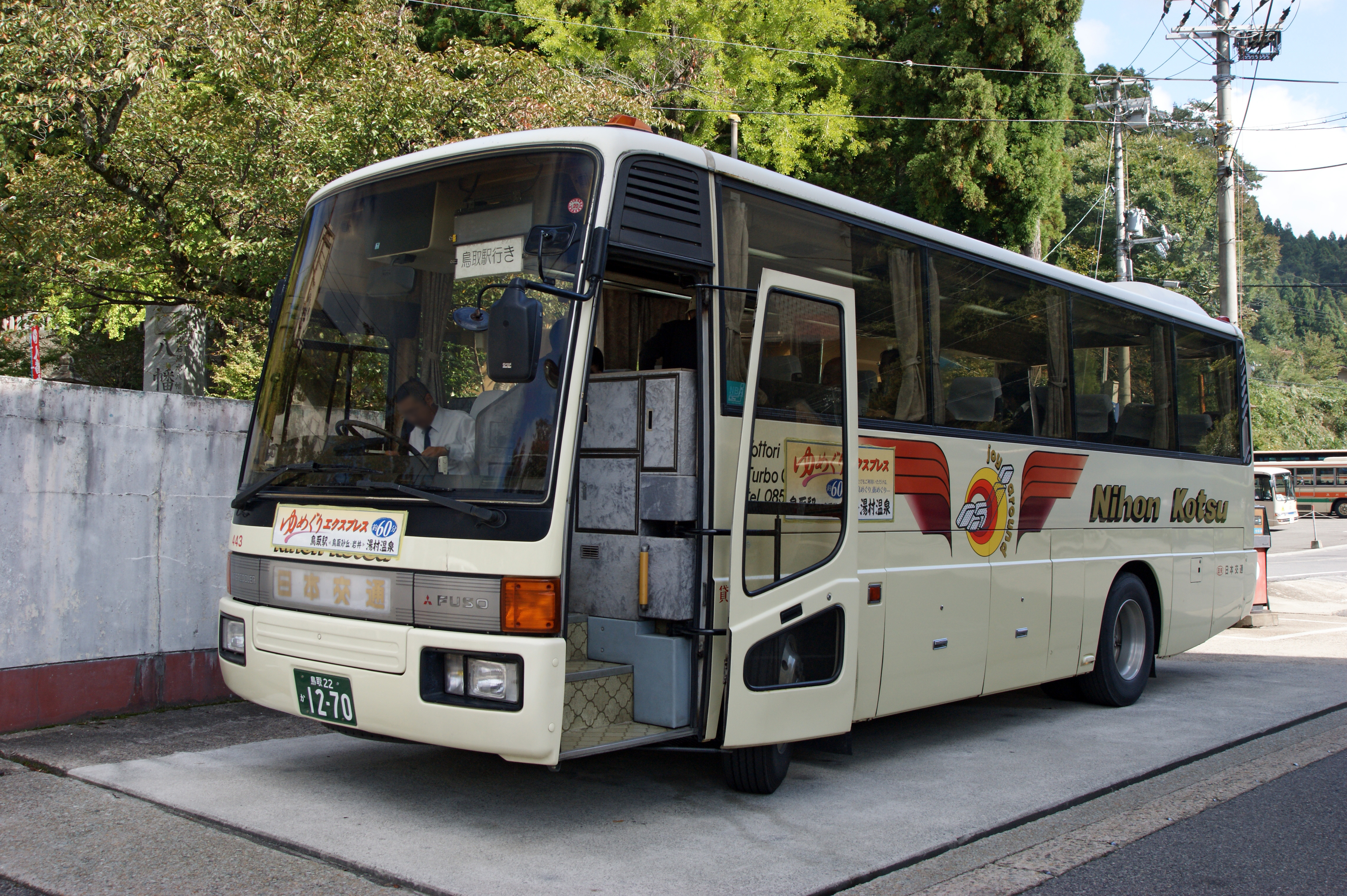
ゆめぐりエクスプレス（湯村温泉バス停）

- 1998年（平成10年）4月1日 全但バスと共同運行で昼行特急バス鳥取 - 湯村温泉線「ゆめぐりエクスプレス」を運行開始。
- 1998年（平成10年）12月21日 大阪支社を廃止し、事業を母体企業の日本交通 (大阪府)に移管。
- 2001年（平成13年）4月1日 鳥取県東部で大規模な路線再編を実施し、岩美町内の支線を岩美町（岩美町営バス）に譲渡した（運行は同社のタクシー部門が受託）。
- 2004年（平成16年）4月1日 御来屋駅 - 新高田線を廃止し、名和巡回バス（現・大山町営巡回バス、日興タクシー受託）に代替。
- 2005年（平成17年）9月1日 本社を現在地に移転。鳥取日交バスセンターを廃止。跡地には鳥取生協病院が移転している。
- 2006年（平成18年）8月1日 鳥取駅 - 岩井温泉間にボンネットバス（いすゞ自動車製・1965年式）を運行開始。
- 2015年（平成27年）3月30日 公立大学法人鳥取環境大学と公共交通の活用に関する協定を締結。
- 2016年（平成28年）1月 根雨営業所を分社化、日野交通を設立。
- 2021年（令和3年）4月1日 日野交通のタクシー事業を白ナンバーの日野町営タクシー及び江府町営タクシーに移行、同時に日野交通を吸収合併し、その業務を受託。また、浜村営業所（タクシー）を廃止[3]。
- 2022年（令和4年）2月1日 琴浦営業所・赤碕待機所（タクシー）を田中商店（ことうら交通。琴浦町営バス・スクールバスを受託運行）に譲渡[4]。
- 2023年（令和5年）4月1日 日ノ丸自動車と共同で受託運行する鳥取市コミュニティバスのくる梨に交通系ICカード「ICOCA」を導入。カードやICOCA定期券は自社が発売元となり、鳥取駅バスターミナルで販売を行う（日ノ丸自動車での発売は無し）。

## 各営業所（車庫）所在地

### タクシー
- 鳥取本社営業所（鳥取自動車と共用）
  - 鳥取県鳥取市雲山219番地
- 湖山営業所
  - 鳥取県鳥取市湖山町東二丁目140番地1
- 岩美営業所
  - 鳥取県岩美郡岩美町浦富1031番地4
- 郡家営業所（鳥取自動車と共用）
  - 鳥取県八頭郡八頭町郡家229番地2
- 浜村営業所（2021年3月31日で廃止）
  - 鳥取県鳥取市気高町勝見690番地13
- 倉吉営業所（中央タクシー・倉吉交通と共用）
  - 鳥取県倉吉市新町三丁目1082番地(2024年10月、バス倉吉営業所に移転)
- 琴浦営業所（2022年1月31日で田中商店（ことうら交通）に譲渡され廃止）
  - 鳥取県東伯郡琴浦町徳万282-5
- 赤碕待機所（2022年1月31日で田中商店（ことうら交通）に譲渡され廃止）
  - 鳥取県東伯郡琴浦町赤碕1849-16

- 米子営業所
  - 鳥取県米子市目久美町55番地
- 淀江・岸本・皆生営業所はそれぞれ米子営業所に統合され廃止
- 境港営業所（電話は米子営業所へ転送）
  - 鳥取県境港市大正町86番地
- 日野町営交通事務所（日野町営タクシー）
  - 鳥取県日野郡日野町根雨166-4
- 江府町営交通営業所（江府町営タクシー）
  - 鳥取県日野郡江府町江尾1717-1

### バス
- 鳥取本社営業所
  - 鳥取県鳥取市雲山219番地
- 岩井車庫
  - 鳥取県岩美郡岩美町岩井584番地
- 若桜車庫
  - 鳥取県八頭郡若桜町浅井250
- 倉吉営業所
  - 鳥取県倉吉市福庭町一丁目401番地
- 西倉吉転回場（駐在なし）
  - 鳥取県倉吉市西倉吉町10-10
- 石脇車庫
  - 鳥取県東伯郡湯梨浜町石脇

- 関金車庫
  - 鳥取県倉吉市関金町大鳥居
- 米子営業所
  - 鳥取県米子市目久美町55番地
- 大山寺転回場（駐在なし、大山ナショナルパークセンター）
  - 鳥取県西伯郡大山町大山40-33
- 佐摩車庫
  - 鳥取県西伯郡大山町佐摩167番地
- 日野町営交通事務所（日野町営バス）
  - 鳥取県日野郡日野町根雨166-4
- 江府町営交通営業所（江府町営バス）
  - 鳥取県日野郡江府町江尾1717-1

## 主なターミナル
- 鳥取駅バスターミナル
- 鳥取砂丘
- 倉吉駅
- 米子駅

## 路線

### 高速バス
詳細な運行案内および発券業務・共同運行に関する事項は、当該記事および#外部リンクの日本交通サイトを参照のこと。
- 鳥取エクスプレス京都号（鳥取 - 京都線）
  - 鳥取駅 - 京都駅烏丸口
- 米子エクスプレス京都号（米子 - 京都線）<京阪バス>
  - 米子営業所 - 京都駅烏丸口
- 山陰特急バス（鳥取 - 神戸・大阪線・昼行便）<日本交通 (大阪府)・日交シティバス>
  - 鳥取駅 - 阪急梅田駅（阪急三番街高速バスターミナル）/なんば(OCAT)・弁天町/USJ
- 山陰特急バス（倉吉・鳥取 - 神戸・大阪線・夜行便）<日本交通 (大阪府)・日交シティバス>
  - 倉吉駅・鳥取駅 - 三宮バスターミナル・なんば(OCAT)・弁天町
- 山陰特急バス（倉吉 - 神戸・大阪線・昼行便）<日本交通 (大阪府)>
  - 倉吉バスセンター - なんば(OCAT)・弁天町
- 山陰特急バス（米子 - 大阪線・昼行便）<日本交通 (大阪府)・日交シティバス>
  - 境港駅・米子営業所 - 阪急梅田駅（阪急三番街高速バスターミナル）/なんば(OCAT)・弁天町/USJ
- 山陰特急バス（米子 - 神戸・大阪線・夜行便）<日本交通 (大阪府)・日交シティバス>
  - 米子営業所 - 三宮バスターミナル・なんば(OCAT)・弁天町
- 山陰特急バス（米子 - 神戸線・昼行便）<日交シティバス>
  - 米子営業所 - 三宮バスターミナル
- メリーバード号（鳥取・倉吉・真庭 - 広島線）<日ノ丸自動車>
  - 鳥取駅 - 広島バスセンター
- メリーバード号（米子 - 広島線）<日ノ丸自動車・広島電鉄>
  - 米子駅 - 広島駅新幹線口

#### かつて運行されていた高速バス
- 米子エクスプレス（境港・米子 - 岡山線）<下津井電鉄>
  - 境港駅・米子駅 - 岡山・天満屋バスセンター
- 鳥取エクスプレス・岡山エクスプレス（鳥取 - 岡山線）<下津井電鉄>
  - 鳥取駅 - 岡山駅西口
- キャメル号（倉吉・鳥取 - 東京線）<日ノ丸自動車・京浜急行バス>
  - 倉吉駅 - 品川バスターミナル
- キャメル号（米子 - 東京線）<日ノ丸自動車・京浜急行バス>
  - 米子駅 - 品川バスターミナル
- 大山号（鳥取・倉吉・米子 - 福岡線）<日ノ丸自動車>
  - 鳥取駅・米子駅 - 西鉄天神高速バスターミナル

### 特急・急行バス
詳細な運行案内および発券業務・共同運行に関する事項は、当該記事および#外部リンクの日本交通サイトを参照のこと。
現在は運行していない。

#### かつて運行されていた特急・急行バス
- ゆめぐりエクスプレス
  - 鳥取駅 - 湯村温泉
    - 快速便は鳥取駅 - 岩美駅間を一般路線バスとして運行。2021年3月末をもって廃止となった[5]。

### 一般路線バス
詳細な運行案内は#外部リンクの日本交通サイトを参照のこと。
- （停留所名）は一部の便のみ停車。＜停留所名/停留所名＞はどちらかを経由。

わいわいパス（米子地域バス電子チケット）はジタル乗車券の販売も開始しており、「RYDE PASS」アプリで購入可能となっている。

#### 東部（鳥取地区）
2021年10月1日より路線番号（行先番号）を変更した。なお、鳥取駅行についても同一番号となる。これに伴い、鳥取駅バスターミナルののりばが変更され、路線番号の十の位は同日以降ののりば番号と連動している（一部例外あり）。
路線番号が50番台（50・51）で数字の前にLがつく便（下り）・数字の後ろにRがつく便（上り）、70・80番台（77・80・81・82・83・84・85）で数字の前にRがつく便（下り）・数字の後ろにLがつく便（上り）は県庁回り便（L：若桜街道→智頭街道、R：智頭街道→若桜街道）。
- [39] 鳥取駅 - （若桜街道経由） - 県庁日赤前 - 湯所 - 相生町 - 丸山 - 覚寺口 - 鳥取砂丘
  - 観光地路線のため基本的に大型車で運行されている。
- [31] 鳥取駅 - （若桜街道経由） - 県庁日赤前 - 湯所 - 相生町 - 東秋里 - 中央病院（全便日本交通の担当）
- [30] 鳥取駅 - 寿町 - 新品治 - 相生町 - 東秋里 - 中央病院（全便日本交通の担当）
  - 寿町・新品治経由は土曜・休日運休。
  - [41・41H・41Z] 鳥取駅 - 鹿野営業所線（全便日ノ丸自動車の担当）の一部便が中央病院経由（[41Z]）で運行されている関係上、日ノ丸自動車との共同運行扱いとなる。
- [61] 鳥取駅 - 富安 - 南大橋 - 雲山日交（全便日本交通の担当）
- [62] 鳥取駅 - 富安 - 南大橋 - 雲山日交 - 市立病院（全便日本交通の担当）
- [63] 鳥取駅 - 富安 - 大覚寺口 - 雲山日交 - 市立病院（全便日本交通の担当）
  - 上記3路線は雲山日交で同社の雲山日交 - 大路橋 - 米里小学校前 - 越路線（予約制乗合タクシー）に接続。
- [69] 鳥取駅 - 生協病院前 - 東富安 - 大覚寺 - 市立病院（全便日本交通の担当）
- [95] 鳥取駅 - 吉成 - 南吉成 - 市立病院（全便日ノ丸自動車の担当）

以上は日ノ丸自動車と共同運行（全便日ノ丸自動車の担当となる路線についても定期券は共同運行扱い。）。原則として全便スロープ付き車両（ノンステップバス・ワンステップバス）で運行。
- [37] 鳥取駅 - （若桜街道経由） - 県庁日赤前 - 湯所 - 相生町 - 東秋里 - 浜坂団地 - 〔八丁目入口 → 八丁目〕（循環）
- [36H] 鳥取駅 - （若桜街道経由） - 県庁日赤前 - 湯所 - 相生町 - 東秋里 - 中央病院 - 浜坂団地 - 〔八丁目入口 → 八丁目〕（循環）
- [35] 鳥取駅 - （若桜街道経由） - 県庁日赤前 - 湯所 - 相生町 - 丸山 - 覚寺口（鳥取駅行きのみ停車） - ニュー浜坂 - 浜坂団地 - 〔八丁目入口 → 八丁目〕（循環）
- [38] 鳥取駅 - （若桜街道経由） - 県庁日赤前 - 湯所 - 相生町 - 丸山 - 覚寺口 - 円護寺 - 〔北谷橋上 → 北園ニュータウン → 公園墓地入口〕（循環）
- [38H] 鳥取駅 - （若桜街道経由） - 県庁日赤前 - 湯所 - 相生町 - 東秋里 - 中央病院 - 東秋里 - 丸山 - 覚寺口 - 円護寺 - 〔北谷橋上 → 北園ニュータウン → 公園墓地入口〕（循環）
- [33] 鳥取駅 - （若桜街道経由） - 県庁日赤前 - 湯所 - 相生町 - 丸山 - 覚寺口 - 砂丘東口 - 福部町総合支所前 - 大谷東口 - 島めぐり遊覧船のりば前 - 岩本 - 岩美駅 - 岩井温泉 - 長谷橋
- [32] 鳥取駅 - （若桜街道経由） - 県庁日赤前 - 湯所 - 相生町 - 丸山 - 覚寺口 - 砂丘東口 - 福部町総合支所前 - 大谷東口 - 島めぐり遊覧船のりば前 - 網代 - 岩本 - 岩美駅 - 岩井温泉 - 長谷橋 - 塩谷 - 蕪島
- [32H] 鳥取駅 - （若桜街道経由） - 県庁日赤前 - 湯所 - 相生町 - 東秋里 - 中央病院 - 覚寺口 - 砂丘東口 - 福部町総合支所前 - 大谷東口 - 島めぐり遊覧船のりば前 - 網代 - 岩本 - 岩美駅 - 岩井温泉 - 長谷橋 - 塩谷 - 蕪島
- [67] 鳥取駅 - 富安 - 大覚寺 - バードスタジアム - 八坂 - 倉田保育園前
- [67H] 鳥取駅 - 富安 - 大覚寺 - 市立病院 - バードスタジアム - 八坂 - 倉田保育園前
- [66]（左回り）/[76]（右回り） 鳥取駅 - 生協病院前 - 内吉方 - 桜谷口 - 岡本医院前 - 生山 - 津ノ井小学校 - 米里小学校前 - 橋本 - 八坂 - 倉田保育園前 - 八坂 - バードスタジアム - 大覚寺 - 富安 - 鳥取駅（循環）
- [71]（左回り）/[72]（右回り） 鳥取駅 - 生協病院前 - 内吉方 - 鳥取県東部庁舎前 - 桜谷団地 - 面影団地 - 大杙 - 富安 - 鳥取駅（循環）
  - 狭隘路線のため、小型バス（日野・ポンチョ、日野・リエッセ、いすゞ・ジャーニーJ）で運行している。
- [78H] 鳥取駅 - 生協病院前 - 内吉方 - 鳥取県東部庁舎前 - 桜谷団地 - 桜谷口 - 市立病院 - 雲山日交
  - 土曜・休日運休。
- [75] 鳥取駅 - 生協病院前 - 内吉方 - 桜谷口 - （桜ヶ丘中学校） - 津ノ井駅前 - 津ノ井小学校 - 環境大学前 - 〔若葉台南二丁目 → 若葉台南七丁目 → 若葉台南一丁目 → 若葉台北三丁目〕（循環）
- [75] 鳥取駅 - 生協病院前 - 内吉方 - 桜谷口 - 津ノ井駅前 - 津ノ井小学校 - 環境大学前 - 若葉台南二丁目 - 若葉台南七丁目（午後の1往復のみ）
  - 午後の1往復のみ循環運行をしない。この便は若葉台南七丁目 - 若桜車庫間が回送となる[8]。
- [75B] 鳥取駅 - 生協病院前 - 内吉方 - 桜谷口 - 桜ヶ丘中学校 - （津ノ井バイパス経由） - 若葉台南一丁目 - 若葉台南二丁目 - 環境大学前
  - 鳥取市立桜ヶ丘中学校の通学時間帯のみ運行。土曜・休日運休。この便も循環運行をしない。こちらは環境大学前 - 雲山日交間が回送となる。
- [73]（左回り）/[74]（右回り） 鳥取駅 - 生協病院前 - 内吉方 - 鳥取県東部庁舎前 - 桜谷団地 - 津ノ井駅前 - 津ノ井小学校 - 環境大学前 - 〔若葉台南二丁目 → 若葉台南七丁目 → 若葉台南一丁目 → 若葉台北三丁目〕 - 環境大学前 - 津ノ井小学校 - 津ノ井駅前 - 面影団地 - 大杙 - 内吉方 - 生協病院前 - 鳥取駅（循環）
  - 土曜・休日運休。
  - 狭隘路線のため、小型バス（日野・ポンチョ、日野・リエッセ、いすゞ・ジャーニーJ）で運行している。
- [77]・[R77]・[77L] 鳥取駅 - （（智頭街道経由） - 県庁日赤前 - （若桜街道経由）） - 生協病院前 - 内吉方 - 桜谷口 - 津ノ井駅前 - 津ノ井小学校 - 環境大学前 - 若葉台南二丁目 - 若葉台南七丁目 - 堀越 - 郡家駅前 - 八頭町役場本庁舎前 - 安井 - 丹比駅前 - 若桜駅前 - 若桜車庫
- [70H] 鳥取駅 - 生協病院前 - 東富安 - 大覚寺 - 市立病院 - 津ノ井駅前 - 津ノ井小学校 - 環境大学前 - 若葉台南二丁目 - 若葉台南七丁目 - 堀越 - 郡家駅前 - 八頭町役場本庁舎前 - 安井 - 丹比駅前 - 若桜駅前 - 若桜車庫

#### 中部（倉吉地区）
2018年より路線番号（行先番号）を表示している。1桁が倉吉駅方面、10番台が倉吉市（西倉吉）方面、20番台が倉吉市（みどり町・大宮・広瀬）方面、30番台が倉吉市（旧関金町）方面、40番台が北栄町（旧北条町・旧大栄町）方面、50番台が湯梨浜町（旧羽合町・旧泊村）方面、60番台が湯梨浜町（旧東郷町）方面となる（70番台・80番台・90番台は日ノ丸自動車が使用）。
- [0]（上り）/[10]（下り） 倉吉駅 - 八ツ屋 - 厚生病院前 - 倉吉パークスクエア北口 - 赤瓦・白壁土蔵 - 西倉吉
- [0]（上り）/[10]（下り） 倉吉駅 - 八ツ屋 - 厚生病院正面玄関前 - 倉吉パークスクエア - 市役所・打吹公園入口 - 西倉吉

以上は日ノ丸自動車と共同運行。原則として全便スロープ付き車両（ノンステップバス・ワンステップバス）で運行。
- [0]（上り）/[20]（下り） （倉吉バスセンター・中央自動車学校 - 海田（市道） -） 倉吉駅 - 八ツ屋 - 厚生病院前 - 倉吉パークスクエア北口 - 住吉町 - 市役所・打吹公園入口 - みどり町 - 長坂新町入口 - 大宮 （- 広瀬）
- [0]（上り）/[20]（下り） 倉吉駅 - 八ツ屋 - 厚生病院正面玄関前 - 倉吉パークスクエア - 市役所・打吹公園入口 - みどり町 - 長坂新町入口 - 大宮 （- 広瀬）
  - 上記2路線は原則として全便スロープ付き車両（ノンステップバス・ワンステップバス）で運行。大宮 - 広瀬間はデマンドバス。
- [0]（上り）/[30]（下り） 倉吉バスセンター・中央自動車学校 - 海田（市道） - 倉吉駅 - 八ツ屋 - 厚生病院前 - 倉吉パークスクエア北口 - 赤瓦・白壁土蔵 - 西倉吉 - 西倉吉町 - 生田日ノ丸前 - 中河原 - 上古川 - 関金温泉 - 関金庁舎前
  - 原則として全便スロープ付き車両（ノンステップバス・ワンステップバス）で運行。関金温泉で真庭市コミュニティバス「まにわくん」中曽・関金ルートに接続。
- [0]（上り）/[31]（下り） 倉吉バスセンター・中央自動車学校 - 海田（市道） - 倉吉駅 - 八ツ屋 - 厚生病院前 - 倉吉パークスクエア北口 - 赤瓦・白壁土蔵 - 西倉吉 - 西倉吉町 - 生田日ノ丸前 - 中河原 - 上古川 - 関金温泉 - 関金庁舎前 - 泰久寺 - 今西上 - 明高
  - 原則として全便スロープ付き車両（ノンステップバス・ワンステップバス）で運行。関金温泉で真庭市コミュニティバス「まにわくん」中曽・関金ルートに接続。
  - 2024年10月1日からの関金乗合タクシー（事業主体：倉吉市、運行主体：日本交通）の実証実験に伴い、関金庁舎前 - 明高間は朝夕のみの運行となった[10][11]。
- [0]（上り）/[32]（下り） 倉吉バスセンター・中央自動車学校 - 海田（市道） - 倉吉駅 - 八ツ屋 - 厚生病院前 - 倉吉パークスクエア北口 - 赤瓦・白壁土蔵 - 西倉吉 - 西倉吉町 - 生田日ノ丸前 - 中河原 - 上古川 - 関金温泉 - 山口上 （- 大河原）
  - 原則として全便スロープ付き車両（ノンステップバス・ワンステップバス）で運行。山口上 - 大河原間はデマンドバス。関金温泉で真庭市コミュニティバス「まにわくん」中曽・関金ルートに接続。
  - 2024年10月1日からの関金乗合タクシー（事業主体：倉吉市、運行主体：日本交通）の実証実験に伴い、関金温泉 - 山口上 （- 大河原）間は朝夕のみの運行となった[10][11]。
- [10]（上り）/[40]（下り） 西倉吉 - 赤瓦・白壁土蔵 - 倉吉パークスクエア北口 - 厚生病院前 - 八ツ屋 - 倉吉駅 - 海田（市道） - 倉吉バスセンター・中央自動車学校 - 人材育成センター前 - 中江 - 江北 - 下北条駅前 - 松神 -（青山剛昌ふるさと館）- 由良駅
- [10]（上り）/[40]（下り） 西倉吉 - 赤瓦・白壁土蔵 - 倉吉パークスクエア北口 - 厚生病院前 - 八ツ屋 - 倉吉駅 - 海田（市道） - 倉吉バスセンター・中央自動車学校 - 人材育成センター前 - 倉吉警察署前 - 信生病院前 - 江北 - 下北条駅前 - 松神 -（青山剛昌ふるさと館）- 由良駅
  - 上記2路線は原則として全便スロープ付き車両（ノンステップバス・ワンステップバス）で運行。
- [10]（上り）/[50]（下り） 西倉吉 - 赤瓦・白壁土蔵 - 倉吉パークスクエア北口 - 厚生病院前 - 八ツ屋 - 倉吉駅 - 海田（市道） - 倉吉バスセンター・中央自動車学校 - 倉吉北高前 - 清谷 - 田後 - 長瀬西口 - 湯梨浜町役場前 - 橋津中央入口 - 橋津東口 - 原入口 - 泊駅前 - 石脇車庫
- [10]（上り）/[50]（下り） 西倉吉 - 赤瓦・白壁土蔵 - 倉吉パークスクエア北口 - 厚生病院前 - 八ツ屋 - 倉吉駅 - 海田（市道） - 倉吉バスセンター・中央自動車学校 - 人材育成センター前 - 倉吉警察署前 - 信生病院前 - 田後 - 長瀬西口 - 湯梨浜町役場前 - 橋津中央入口 - 橋津東口 - 原入口 - 泊駅前 - 石脇車庫
- [10]（上り）/[50]（下り） 西倉吉 - 赤瓦・白壁土蔵 - 倉吉パークスクエア北口 - 厚生病院前 - 八ツ屋 - 倉吉駅 - 海田（市道） - 倉吉バスセンター・中央自動車学校 - 倉吉北高前 - 清谷 - 田後 - 長瀬西口 - ハワイアロハホール - はわい温泉 - 運転免許試験場 - 橋津藩倉入口 - 橋津東口 - 原入口 - 泊駅前 - 石脇車庫 - 小浜
- [10]（上り）/[50]（下り） 西倉吉 - 赤瓦・白壁土蔵 - 倉吉パークスクエア北口 - 厚生病院前 - 八ツ屋 - 倉吉駅 - 海田（市道） - 倉吉バスセンター・中央自動車学校 - 人材育成センター前 - 倉吉警察署前 - 信生病院前 - 田後 - 長瀬西口 - ハワイアロハホール - はわい温泉 - 運転免許試験場 - 橋津藩倉入口 - 橋津東口 - 原入口 - 泊駅前 - 石脇車庫 - 小浜
  - 上記4路線は原則として全便スロープ付き車両（ノンステップバス・ワンステップバス）で運行。小浜発着便ははわい温泉経由。
- [10]（上り）/[60]（下り） 西倉吉 - 市役所・打吹公園入口 - 倉吉パークスクエア - 厚生病院正面玄関前 - 八ツ屋 - 倉吉駅 - 倉吉病院前  - 長和田 - 松崎駅前 - 北方入口 （ - 原入口）
  - 北方入口 - 原入口間は休日運休。
- 北方入口 - 原入口 - 泊駅前 - 石脇車庫
  - 土曜・休日運休。

#### 西部（米子地区）
2020年4月1日より路線番号を導入。これに伴い、米子駅バスターミナルののりばが一部変更され、路線番号の十の位は同日以降ののりば番号と連動している。
- [55]（左回り）/[22]（右回り） 米子駅 - 東町 - 髙島屋・公会堂前 - 天満屋前 - 上福原 - リビンズ山根前 - 皆生温泉観光センター - 労災病院 - イオン西館 - イオン東館 - 日吉津村役場 - 伯耆大山駅 - 日野橋東詰 - 米子医療センター - 車尾交差点前 - 東福原 - 髙島屋・公会堂前 - 東町 - 米子駅（まいにちループ）
  - [22]（右回り）は日ノ丸自動車、[55]（左回り）は日本交通の担当。
- [  ]（上り）/[21]（下り） 米子駅 - 東町 - 髙島屋・公会堂前 - 天満屋前 - 上福原 - リビンズ山根前 - 皆生温泉観光センター
- [  ]（上り）/[24]（下り） 米子駅 - 東町 - 髙島屋・公会堂前 - 天満屋前 - 上福原 - リビンズ山根前 - 皆生温泉観光センター - 新開 - 西部消防局前（全便日ノ丸自動車の担当）
- [  ]（上り）/[23]（下り） 米子駅 - 東町 - 髙島屋・公会堂前 - 天満屋前 - 上福原 - リビンズ山根前 - 皆生温泉観光センター - イオン西館 - イオン東館
- [  ]（上り）/[38]（下り） 米子駅 - 東町 - 髙島屋・公会堂前 - 天満屋前 - 上福原 - リビンズ山根前 - 米子産業体育館
- [  ]（上り）/[32]（下り） 米子駅 - 東町 - 髙島屋・公会堂前 - 天満屋前 - 上福原 - 皆生四軒屋公園前 - 労災病院（全便日本交通の担当）
- [  ]（上り）/[33]（下り） 米子駅 - 東町 - 髙島屋・公会堂前 - 天満屋前 - 上福原 - 皆生四軒屋公園前 - 労災病院 - イオン西館 - イオン東館（全便日本交通の担当）

以上は日ノ丸自動車と共同運行（全便日ノ丸自動車の担当となる路線についても定期券は共同運行扱い。）。原則として全便スロープ付き車両（ノンステップバス・ワンステップバス）で運行。
- [  ]（上り）/[35]（下り） 米子駅 - 東町 - 髙島屋・公会堂前 - 天満屋前 - 上福原三叉路 - 西福原 - 博愛病院前 - （三柳）住宅団地
  - 原則として全便スロープ付き車両（ノンステップバス・ワンステップバス）で運行。
- [  ]（上り）/[36]（下り） 米子駅 - 東町 - 髙島屋・公会堂前 - 天満屋前 - 上福原三叉路 - 西福原 - 博愛病院前 - （三柳）住宅団地 - 下三柳 - 鉄工センター - 弓ヶ浜 - 真誠会前
  - 原則として全便スロープ付き車両（ノンステップバス・ワンステップバス）で運行。
- [  ]（上り）/[58]（下り） 米子駅 - 東町 - 髙島屋・公会堂前 - 東福原 - 車尾交差点前 - （米子医療センター） - 日野橋東詰 - 伯耆大山駅 - 福万 - 日下
  - 原則として全便スロープ付き車両（ノンステップバス・ワンステップバス）で運行。
- 伯耆大山駅 - 福万 - 日下
  - 原則として全便スロープ付き車両（ノンステップバス・ワンステップバス）で運行。
- [  ]（上り）/[56]（下り） 米子駅 - 東町 - 髙島屋・公会堂前 - 東福原 - 車尾交差点前 - 日野橋東詰 - 伯耆大山駅北口 - 尾高 - 本宮
- [  ]（上り）/[57]（下り） 米子駅 - 東町 - 髙島屋・公会堂前 - 東福原 - 車尾交差点前 - 日野橋東詰 - 伯耆大山駅北口 - 尾高 - 本宮 - 赤松 - 槙原駐車場入口 - 大山寺
  - 大山寺発米子駅行き最終便はデマンドバスで、途中のバス停は降車のみの扱いとなる（ただし、赤松は経由しない）。
- 伯耆大山駅 - 伯耆大山駅北口 - 尾高 - 本宮
- [  ]（上り）/[51]（下り） 米子駅 - 東町 - 髙島屋・公会堂前 - 東福原 - 車尾交差点前 - 日野橋東詰 - 伯耆大山駅北口 - 淀江シルバーセンター前 - 今津 - 名和駅前 - 御来屋駅東口 - 前谷 - 下市入口
- イオン東館 - 淀江シルバーセンター前 - 今津 - 名和駅前 - 御来屋駅東口 - 前谷 - 下市入口
- [  ]（上り）/[52]（下り） 米子駅 - 東町 - 髙島屋・公会堂前 - 東福原 - 車尾交差点前 - 日野橋北 - 日吉津 - 淀江シルバーセンター前 - 今津
- [  ]（上り）/[53]（下り） 米子駅 - 東町 - 髙島屋・公会堂前 - 東福原 - 車尾交差点前 - 日野橋北 - 日吉津 - 淀江シルバーセンター前 - 今津 - 安原 - 妻木 - 大山口駅 （- 佐摩）
  - 1往復は佐摩発着、3往復は大山口駅発着、その他は今津発着。
- [  ]（上り）/[59]（下り） 米子駅 - 東町 - 髙島屋・公会堂前 - 昭和町 - 観音寺新町中央 - 米子医療センター - 日野橋南 - 十日市作業所前 - 水浜 - 遠藤
  - 原則として全便スロープ付き車両（ノンステップバス・ワンステップバス）で運行。
- 大山口駅 - 佐摩 - 鈑戸 - 種原 - 大山寺
  - 平日の大山口駅発佐摩行き最終便はデマンドバスで、途中のバス停は降車のみの扱いとなる。

#### かつて運行されていた一般路線バス
- [なし] 鳥取駅 - （若桜街道経由） - 県庁日赤前 - 相生町 - 中央病院 - （山陰近畿道経由ノンストップ） - 岩美駅 （- 湯村温泉）
  - 快速便。岩美駅 - 湯村温泉間はゆめぐりエクスプレスとして運行。また、自動車専用道路を走行する関係上、観光バスタイプの車両（ゆめぐりエクスプレスと共通）が使用されるため、立席乗車はできなかった。2021年3月末をもって廃止となった。

### 定期観光バス
- 浦富海岸・鳥取砂丘観光周遊バス（ボンネットバス）
  - 鳥取駅 → 鳥取砂丘 → 網代港 → 浦富海岸 → 東浜駅 → 岩井温泉 → 岩美駅 → 浦富海岸 → 網代港 → 鳥取砂丘 → 鳥取駅
    - 土曜・休日のみ運行。ただし、冬季は運休。
    - ただし、2009年は4月 - 6月の間、兵庫県新温泉町に貸し出され、湯村温泉・浦富海岸観光周遊バスで使用されていたため、7月からの運行となった。
- 大山山麓循環バス（大山るーぷバス）大山観光道路経由大山寺ルート
  - [DL] 皆生温泉観光センター・ANAクラウンプラザホテル米子・米子駅 - 大山トム・ソーヤ牧場 - 大山フィールドアスレチック - 大山ナショナルパークセンター（大山寺）
    - 夏休み・紅葉シーズンは毎日、その他の期間は土曜・休日のみ運行。ただし、冬季及び6月上旬 - 7月中旬は運休。
    - 伯耆町経由大山寺・豪円山ルートはスバル観光が運行。

#### かつて運行されていた定期観光バス
- 白うさぎ号
  - 三朝温泉・倉吉駅・東郷温泉・浜村中央 - 白兎海岸 - 鳥取砂丘 - 鳥取駅
- 大山山麓循環バス（大山るーぷバス）右回り
  - 皆生温泉観光センター・米子駅 - 大山トム・ソーヤ牧場 - 大山フィールドアスレチック - 大山寺 - 〔桝水高原 → 大山ガーデンプレイス → 大山フィールドアスレチック → 大山あけまの森ペンション村〕
    - 米子中IC - 米子東IC間は山陰自動車道経由。
    - 夏休み・紅葉シーズンは毎日、その他の期間は土曜・休日のみ運行。ただし、冬季及び6月上旬 - 7月中旬は運休。
    - 左回りは日ノ丸自動車が運行。
    - 2019年より日本交通・スバル観光の2社共同運行となり、コースも変更された[16]。

### コミュニティバス

#### 緑ナンバー
- [01・02A・02B・03] くる梨（鳥取市）
- [09] ループ麒麟獅子（鳥取市）
- [11・12・13] だんだんバス（米子市）

#### 白ナンバー
- 岩美町営バス（岩美町）：タクシー部門が受託
- どんぐりコロコロ（米子市淀江町）
- 日野町営バス（日野町）
- 江府町営バス（江府町）

#### かつて運行されていたコミュニティバス

##### 緑ナンバー
- 駅北循環バス（倉吉市・実験運行）
  - 倉吉駅 - 新あじそうパープル店前 - 〔清谷町東 → いない羽合店前 → 信生病院前〕
  - 2011年10月1日運行開始。当初は日ノ丸自動車との共同運行であった。2012年10月1日に日ノ丸自動車が撤退し、2013年3月31日に運行を終了した[17]。
    - 左回りのみ運行。現金・専用回数券・一日乗車券のみ使用可能。
- どんぐりコロコロ（米子市淀江町）
  - 2019年4月1日より白ナンバー（運行は米子第一交通に委託）に変更、2022年4月1日より再度当社に委託（白ナンバー）。

##### 白ナンバー
- 鳥取市気高循環バス（鳥取市（気高町・鹿野町））
  - 2019年10月1日に翼運輸との共同受託となり、2020年4月1日に翼運輸の単独受託となった。

### 特定輸送バス

#### 緑ナンバー
- 鳥取駅南口 - Axisバードスタジアム（有料シャトルバス）
  - サッカー試合開催日のみ運行。
- 鳥取駅南口-生協病院前-桜谷口-津ノ井駅前-公立鳥取環境大学ロータリー（スクールバス）
- 津ノ井駅前→公立鳥取環境大学ロータリー（スクールバス・朝2便のみ）
- 鳥取駅南口-宮長-市立病院前-雲山日交-桜谷口-津ノ井駅前-公立鳥取環境大学ロータリー（スクールバス）
- 雲山日交→桜谷口→津ノ井駅前→公立鳥取環境大学ロータリー（スクールバス・朝1便のみ）
  - 公立鳥取環境大学授業日のみ運行
- 倉吉駅 - 鳥取短期大学（スクールバス）
- 泊分庁舎 - 鳥取県立倉吉養護学校（スクールバス・湯梨浜コース）

#### 白ナンバー
- 米子駅 - とっとり花回廊（無料シャトルバス）：タクシー部門が受託

#### かつて運行されていた特定輸送バス
- 米子駅 - ウインズ米子（有料シャトルバス）
  - 現在は日ノ丸自動車の単独運行。
- ガイナーレ鳥取の選手輸送
  - 現在は流通バスが担当。

### 乗合タクシー
詳細な運行案内は#外部リンクの「米里線、浜村・青谷線　乗合タクシーを運行しています。（鳥取市公式サイト）」「市営いなば墓苑・第二いなば墓苑行き乗合タクシー（鳥取市公式サイト）」を参照のこと。
- （停留所名）は一部の便のみ停車。＜停留所名/停留所名＞はどちらかを経由。
- 鳥取駅南口 - （ノンストップ） - いなば墓苑・第二いなば墓苑
  - 予約制。日曜日・彼岸・お盆のみ運行。墓苑への特定輸送タクシー扱いのため、定期券・回数券は使用できない[注釈 2]。
- 雲山日交 - 〔正蓮寺簡易局前 → 桜ヶ丘中学校〕 - 大路橋 - 米里小学校前 - 越路
  - 予約制。定期券・回数券も使用可能。雲山日交で同社の鳥取駅 - 富安 - ＜南大橋/大覚寺口＞ - 雲山日交 - 市立病院線（乗合バス）に接続。
- 関金乗合タクシー（実証実験。事業主体：倉吉市、運行主体：日本交通）[10][11]
  - 予約制。

#### かつて運行されていた乗合タクシー
- 鳥取空港 - 鳥取砂丘間乗合タクシー
  - 鳥取砂丘コナン空港 - 鳥取砂丘
    - 毎年シーズン限定で運行される（2013年は4月5日～12月23日の間の金・土・日曜・祝日、及びゴールデンウィーク期間や夏休み期間中の毎日）。
    - 鳥取自動車、旭タクシー、大森タクシーとの共同運行である。
    - 鳥取県からの補助金打ち切りに伴い、2016年3月31日に運行を終了した[18]。
- 浜村駅 - 北浜 - 船磯 - 本町 - 青谷駅
  - 予約制。定期券・回数券も使用可能。浜村駅で日ノ丸自動車の鳥取駅 - 浜村駅 - 鹿野線（路線バス）に接続。乗務員不足のため、2020年4月1日から鳥取市絹見バス（ニュー青谷タクシーに運行委託。予約制乗合バス（自家用自動車（白ナンバー）による有償運送））に移行（ただし、定期券・回数券は日ノ丸自動車発行のものに変更）[19][20]。その後、日ノ丸自動車の鳥取市青谷町内路線の廃止に伴い、2024年4月1日から鳥取市青谷バス（ニュー青谷タクシー・翼運輸に運行委託。予約制乗合バス（自家用自動車（白ナンバー）による有償運送））に再移行（定期券・回数券は専用のものに変更）[21][22][23][24]。

## 企画旅行商品

### ツアーバス
貸切観光バス運行なので定期的な運用はない。
- 買い物かにかに号
  - 三朝温泉 → （賀露港・鳥取砂丘） → 鳥取駅南口・倉吉駅
    - 冬季（2008年1月7日 - 3月16日）のみ運行。

## 車両

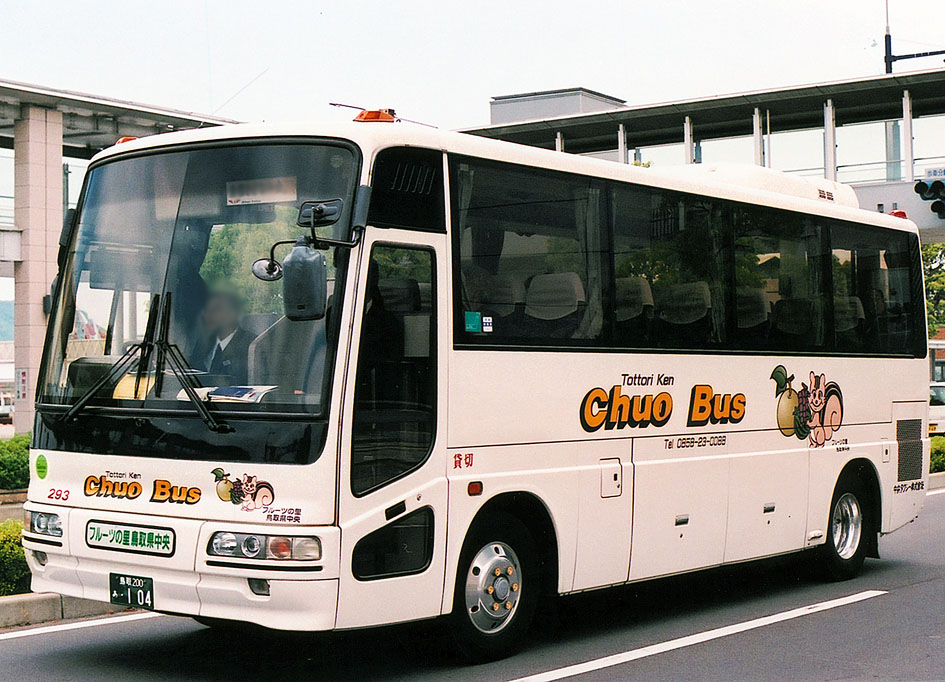
中央タクシー 貸切バス車両

バス車両は、三菱ふそう製が多く、これに日産ディーゼル（当時、現「UDトラックス」）製、日野自動車製、いすゞ自動車製が加わる。
また、境港市は水木しげるの出身地であることにちなみ、水木の代表作『ゲゲゲの鬼太郎』のキャラクターがラッピングされた「鬼太郎バス」を運行している。またとっとり花回廊の全面ラッピングを施した車体もあり、これらは米子営業所の貸切・高速車にラッピングしたものである。
タクシー車両はトヨタ自動車製が多い。車体色は黒。ジャンボタクシーはシルバーが多い。日本財団との共同プロジェクトでユニバーサルデザインタクシーの日産・NV200バネットを導入した（こちらの車体色は黄色）。

### 車両無線番号

#### バス
鳥取県内のグループ3社（日本交通・鳥取自動車・中央タクシー）のバス車両には各営業所・用途別に車両無線番号が割り振られている。
- 米子営業所
  - 貸切 000 - 050番台
  - 高速乗合 060 - 080番台
  - 一般乗合 100番台
- 米子ハイヤーセンター
  - 貸切 090番台
- 倉吉営業所
  - 貸切 200 - 250番台
  - 高速乗合 260 - 280番台
  - 一般乗合 300番台
- 中央タクシー
  - 貸切 290番台
- 鳥取バス営業所
  - 貸切 400 - 450番台
  - 高速乗合 460 - 480番台
  - 一般乗合 500番台
- 鳥取自動車
  - 貸切 490番台
  - かつて在籍していたクローバーバス乗合は570番台の一部と580 - 590番台を使用していた。

転属を行った場合は無線機の番号も変更される。

## 関連会社
- 鳥取自動車
- 中央タクシー (鳥取県)
- 倉吉交通
- 西伯タクシー
- 日野交通 (鳥取県)
- 日本交通 (島根県)
- 島根日本交通
- クラウンタクシー
- 日本交通 (大阪府)
- 日交シティバス
- 日本交通大阪
- 堺日本交通
- 大タク
- 関西空港リムジン
- エクセル・リムジンサービス
- 吹田交通
- 日本交通 (神戸市)
- 日本交通 (三田市)
- 日本交通 (豊岡市)
- 日本交通 (京都市)
- 日本交通 (福知山市)
- 京都交通
- 日交協和
- 鳥取県中央自動車学校
- 大山国際スキー場
- ホテル大山